# Fußballclub Basel 1893 2023-2024
Questa voce raccoglie le informazioni riguardanti il Fußballclub Basel 1893 nelle competizioni ufficiali della stagione 2023-2024.

## Maglie e sponsor
Lo sponsor tecnico per la stagione 2023-2024 è Macron, mentre il main sponsor sulla maglia è Novartis.
| Casa | Trasferta |

## Rosa
Aggiornata al 14 agosto 2023.
| N. |                     | Ruolo | Calciatore             |
| -- | ------------------- | ----- | ---------------------- |
| 1  | Svizzera (bandiera) | P     | Marwin Hitz            |
| 3  | Svizzera (bandiera) | D     | Nicolas Vouilloz       |
| 4  | Spagna (bandiera)   | D     | Arnau Comas            |
| 5  | Svizzera (bandiera) | D     | Michael Lang           |
| 6  | Tunisia (bandiera)  | D     | Mohamed Dräger         |
| 7  | Kosovo (bandiera)   | C     | Benjamin Kololli       |
| 9  | Francia (bandiera)  | A     | Thierno Barry          |
| 10 | Francia (bandiera)  | A     | Jean-Kévin Augustin    |
| 11 | Germania (bandiera) | A     | Maurice Malone         |
| 13 | Svizzera (bandiera) | P     | Mirko Salvi            |
| 16 | Svizzera (bandiera) | P     | Nils de Mol            |
| 17 | Svizzera (bandiera) | A     | Andrin Hunziker        |
| 19 | Austria (bandiera)  | A     | Yusuf Demir            |
| 20 | Svizzera (bandiera) | C     | Fabian Frei (capitano) |
| 21 | Georgia (bandiera)  | C     | Gabriel Sigua          |
| 22 | Spagna (bandiera)   | D     | Sergio López           |
| 23 | Svizzera (bandiera) | A     | Albian Ajeti           |

| N. |                                 | Ruolo | Calciatore          |
| -- | ------------------------------- | ----- | ------------------- |
| 25 | Paesi Bassi (bandiera)          | D     | Finn van Breemen    |
| 26 | Bosnia ed Erzegovina (bandiera) | D     | Adrian Leon Barišić |
| 27 | Svizzera (bandiera)             | C     | Kevin Rüegg         |
| 28 | Francia (bandiera)              | D     | Hugo Vogel          |
| 29 | Germania (bandiera)             | C     | Adriano Onyegbule   |
| 30 | Germania (bandiera)             | A     | Anton Kade          |
| 31 | Svizzera (bandiera)             | D     | Dominik Schmid      |
| 32 | Ghana (bandiera)                | D     | Jonas Adjetey       |
| 33 | Argentina (bandiera)            | A     | Juan Gauto          |
| 34 | Albania (bandiera)              | C     | Taulant Xhaka       |
| 35 | Svizzera (bandiera)             | A     | Roméo Beney         |
| 37 | Svizzera (bandiera)             | C     | Leon Avdullahu      |
| 38 | Francia (bandiera)              | A     | Axel Kayombo        |
| 39 | Svizzera (bandiera)             | A     | Junior Zé           |
| 40 | Portogallo (bandiera)           | C     | Renato Veiga        |
| 99 | Serbia (bandiera)               | A     | Đorđe Jovanović     |

## Organigramma societario
Area tecnica
- Allenatore: Timo Schultz, Heiko Vogel, Fabio Celestini
- Allenatore in seconda: Davide Callà, Martin Rueda,
- Preparatore dei portieri: Gabriel Wüthrich
- Preparatori atletici: Johannes Wieber

## Calciomercato

### Sessione estiva
| Acquisti | Acquisti            | Acquisti             | Acquisti                    |
| R.       | Nome                | da                   | Modalità                    |
| -------- | ------------------- | -------------------- | --------------------------- |
| A        | Zeki Amdouni        | Losanna              | definitivo (4 milioni €)    |
| C        | Andy Diouf          | Rennes               | definitivo (5,50 milioni €) |
| C        | Yusuf Demir         | Galatasaray          | prestito                    |
| A        | Renato Veiga        | Sporting Lisbona     | definitivo (4,60 milioni €) |
| C        | Juan Carlos Gauto   | Huracán              | definitivo (3,90 milioni €) |
| D        | Adrian Leon Barisic | Osijek               | definitivo (3 milioni €)    |
| C        | Jonathan Dubasin    | Albacete             | definitivo (3 milioni €)    |
| A        | Thierno Barry       | KSK Beveren          | definitivo (3 milioni €)    |
| A        | Đorđe Jovanović     | Maccabi Tel Aviv     | definitivo (2,80 milioni €) |
| A        | Maurice Malone      | Augusta              | definitivo (2 milioni €)    |
| D        | Finn van Breemen    | ADO Den Haag         | definitivo (1 milione €)    |
| D        | Dominik Schmid      | Grasshoppers         | definitivo (900 mila €)     |
| C        | Gabriel Sigua       | Dinamo Tbilisi       | definitivo (700 mila €)     |
| D        | Mohamed Dräger      | Nottingham Forest    | definitivo (420 mila €)     |
| D        | Kevin Rüegg         | Verona               | prestito                    |
| C        | Liam Millar         | Preston N.E.         | Fine prestito               |
| A        | Bradley Fink        | Grasshoppers         | Fine prestito               |
| C        | Emmanuel Essiam     | Stade Lausanne-Ouchy | Fine prestito               |
| C        | Sayfallah Ltaief    | Winterthur           | Fine prestito               |
| P        | Tim Spycher         | Baden                | Fine prestito               |

| Cessioni | Cessioni           | Cessioni                   | Cessioni                     |
| R.       | Nome               | a                          | Modalità                     |
| -------- | ------------------ | -------------------------- | ---------------------------- |
| A        | Zeki Amdouni       | Burnley                    | definitivo (18,60 milioni €) |
| C        | Andy Diouf         | Lens                       | definitivo (14 milioni €)    |
| C        | Dan Ndoye          | Bologna                    | definitivo (14 milioni €)    |
| C        | Wouter Burger      | Stoke City                 | definitivo (5 milioni €)     |
| D        | Riccardo Calafiori | Bologna                    | definitivo (4 milioni €)     |
| D        | Andy Pelmard       | Clermont Foot              | definitivo (1,90 milioni €)  |
| A        | Kaly Sène          | Losanna                    | definitivo (gratis)          |
| A        | Tician Tushi       | Baden                      | definitivo (gratuito)        |
| C        | Liam Chipperfield  | Sion definitivo (gratuito) |                              |
| C        | Liam Millar        | Preston N.E.               | prestito                     |
| A        | Bradley Fink       | Grasshoppers               | prestito                     |
| D        | Nasser Djiga       | Stella Rossa               | prestito                     |
| C        | Emmanuel Essiam    | Stade Lausanne-Ouchy       | prestito                     |

### Sessione invernale
| Acquisti | Acquisti         | Acquisti        | Acquisti                |
| R.       | Nome             | da              | Modalità                |
| -------- | ---------------- | --------------- | ----------------------- |
| D        | Nicolas Vouilloz | Servette        | definitivo (200 mila €) |
| C        | Benjamin Kololli | Shimizu S-Pulse | definitivo (gratis)     |
| C        | Emmanuel Essiam  | Stade Lausanne  | Fine prestito           |
| A        | Roméo Beney      | Basilea II      |                         |

| Cessioni | Cessioni         | Cessioni    | Cessioni |
| R.       | Nome             | a           | Modalità |
| -------- | ---------------- | ----------- | -------- |
| A        | Jonathan Dubasin | Real Oviedo | Prestito |

## Risultati

### Super League

#### Prima fase, girone di andata
| Arbitro: | San |

|                          |           |          |
| Geubbels 38’ Görtler 86’ | Marcatori | 45’ Frei |

| Arbitro: | Cibelli |

|                                                                 |           |                            |
| van Breemen 41’ Ndoye 58’ Augustin 63’ Frei 90+1’, 90+3’ (rig.) | Marcatori | 8’ Di Giusto 80’ Stillhart |

| Arbitro: | Piccolo |

|                                        |           |           |
| de Carvalho 7’ Morandi 16’ Dadaşov 37’ | Marcatori | 18’ Comas |

| Arbitro: | Fähndrich |

|              |           |                     |
| Hunziker 61’ | Marcatori | 6’ Sène 90+3’ Baldé |

| Arbitro: | Dudic |

|           |           |                                       |
| Macek 54’ | Marcatori | 29’ Dubasin 61’ Jovanović 90+2’ Beney |

| Arbitro: | San |

|                       |           |                              |
| Veiga 73’ Sigua 90+5’ | Marcatori | 45’ (aut.) Barišić 48’ Okita |

| Arbitro: | Fähndrich |

|                                   |           |                                |
| Tasar 12’ Liziero 47’ Mahious 80’ | Marcatori | 27’ Malone 87’ (rig.) Augustin |

| Arbitro: | Tschudi |

|               |           |             |
| Jovanović 60’ | Marcatori | 81’ Jashari |

| Arbitro: | Schnyder |

|  |           |                                    |
|  | Marcatori | 21’ Ajdini 68’ Mahmoud 90+4’ Qarri |

| Arbitro: | San |

|                               |           |  |
| Nsame 3’ Garcia 39’ Itten 79’ | Marcatori |  |

| Arbitro: | Fähndrich |

|  |           |             |
|  | Marcatori | 63’ Severin |

#### Prima fase, girone di ritorno
| Arbitro: | San |

|                                         |           |  |
| Sène 19’ (rig.), 66’ (rig.) Sanches 69’ | Marcatori |  |

| Arbitro: | Schnyder |

|                      |           |              |
| Dräger 26’ Sigua 85’ | Marcatori | 73’ Céspedes |

| Arbitro: | Schärer |

|                                                |           |           |
| Guillemenot 45’, 90+3’ Crivelli 60’ Cognat 81’ | Marcatori | 21’ Xhaka |

| Arbitro: | Wolfensberger |

|                          |           |  |
| Kade 11’ van Breemen 70’ | Marcatori |  |

| Arbitro: | Kanagasingam |

|           |           |         |
| Qarri 71’ | Marcatori | 2’ Kade |

| Arbitro: | Piccolo |

|  |           |              |
|  | Marcatori | 72’ Babunski |

| Arbitro: | Dudic |

|  |           |             |
|  | Marcatori | 66’ Dubasin |

| Zurigo 21 gennaio 2024, ore 16:30 CET 19ª giornata | Zurigo    | 0 – 0 | Basilea | Stadio Letzigrund (20.491 spett.)\| Arbitro: \| Fähndrich \| |
| Arbitro:                                           | Fähndrich |       |         |                                                              |

| Arbitro: | San |

|             |           |  |
| Kololli 13’ | Marcatori |  |

| Arbitro: | Dudic |

|           |           |                                   |
| Lüthi 79’ | Marcatori | 13’, 72’ Barry 90+1’ Renato Veiga |

| Arbitro: | San |

|  |           |             |
|  | Marcatori | 69’ Steffen |

#### Terzo turno
| Arbitro: | Schnyder |

|           |           |  |
| Barry 63’ | Marcatori |  |

| Arbitro: | Dudic |

|                              |           |            |
| Momoh 29’ Morandi 36’ (rig.) | Marcatori | 38’ Schmid |

| Arbitro: | Kanagasingam |

|  |           |                     |
|  | Marcatori | 37’ Sigua 83’ Barry |

| Arbitro: | Wolfensberger |

|              |           |                       |
| Schmid 90+2’ | Marcatori | 9’ Bernede 88’ Loucif |

| Arbitro: | Schärer |

|                                                |           |           |
| Monteiro 2’, 66’ Itten 11’ Elia 16’ Hadjam 46’ | Marcatori | 70’ Barry |

| Arbitro: | San |

|                  |           |               |
| Diaby 85’ (aut.) | Marcatori | 40’ Stillhart |

| Arbitro: | Schärer |

|                        |           |                      |
| Avdullahu 27’ Kade 39’ | Marcatori | 6’ Kamberi 54’ Condé |

| Arbitro: | Dudic |

|                         |           |  |
| Hajdari 44’ Steffen 69’ | Marcatori |  |

| Arbitro: | Wolfensberger |

|  |           |                |
|  | Marcatori | 30’, 69’ Barry |

| Arbitro: | Schnyder |

|                      |           |              |
| Kade 43’ Barry 45+1’ | Marcatori | 58’ Rouiller |

| Arbitro: | Schärer |

|           |           |         |
| Grbić 70’ | Marcatori | 2’ Kade |

### Coppa Svizzera
| Arbitro: | Tschudi |

|            |           |                                                                                       |
| Toitot 15’ | Marcatori | 9’, 21’ Millar 30’ Malone 36’ Djiga 41’ van Breemen 51’ Hunziker 63’ Jovanović 68’ Zé |

| Arbitro: | Huwiler |

|  |           |                                                                                 |
|  | Marcatori | 4’ Malone 11’, 90’ Jovanović 33’ Demir 54’, 72’ Gauto 87’ Dubasin 88’ Avdullahu |

| Arbitro: | Schärli |

|  |           |               |
|  | Marcatori | 42’ Jovanović |

| Arbitro: | Cibelli |

|                                   |                      |                                  |
| Barry 81’, 83’                    | Marcatori            | 6’, 15’ Celar                    |
| Veiga Frei Jovanović Barry Schmid | Tiri di rigore 3 – 4 | Valenzuela Vladi Sabbatini Mahou |

### UEFA Europa Conference League
| Arbitro: | Correia |

|           |           |                                           |
| Barry 25’ | Marcatori | 57’ (rig.) Deblé 62’ Orazov 71’ Chesnokov |

| Arbitro: | Milanovic |

|                  |           |                       |
| Deblé 43’ (rig.) | Marcatori | 26’ Kade 32’ Augustin |